# Sistema Satelital Mexicano (MEXSAT)

El gobierno mexicano, a través de la Secretaría de Comunicaciones y Transportes, decidió comprar tres nuevos satélites con fines de seguridad del Estado mexicano, los cuales fueron identificados inicialmente como Mexsat 1, 2 y 3. Posteriormente el gobierno mexicano los nombró como Centenario, Morelos III y Bicentenario, respectivamente.
Los satélites Mexsat 1 (Centenario) y Mexsat 2 (Morelos III) serán dos aparatos gemelos para comunicaciones móviles, uno respaldo del otro, para operar en las bandas L y Ku. El Mexsat 3 (Bicentenario) será uno más para comunicaciones fijas que operará en las bandas C y Ku extendidas. Los satélites conformarán el nuevo Sistema Satelital Mexicano (MEXSAT), operados a través de Telecomunicaciones de México (Telecomm-Telégrafos). Asimismo, se espera que estos satélites cubran las necesidades de telecomunicaciones del país en caso de que SATMEX no logre poner en órbita los satélites Satmex 7 y 8 que deben de sustituir la flota que termina su vida útil en los próximos años.
Para la operación del nuevo Sistema Satelital Mexicano, se construyeron dos centros de control localizados en Hermosillo, Sonora, y en Iztapalapa. Los Centros de Control y Monitoreo Satelital Mexicano fueron inaugurados por el presidente Felipe Calderón Hinojosa el 29 de noviembre de 2012, en donde se realizará el monitoreo de telemetría y comando, así como las maniobras y análisis orbital de los tres satélites del sistema.

## Historia
El 20 de agosto de 2009, se publicó en el Diario Oficial de la Federación el Programa para la Seguridad Nacional 2009-2012, así como el decreto por el que se aprueba. El programa es un instrumento para orientar los esfuerzos de la Administración Pública Federal para preservar la seguridad en beneficio del Estado mexicano.
La Secretaría de Comunicaciones y Transportes contribuye, en cumplimiento al mandato que le impone el Programa para la Seguridad Nacional 2009-2012, mediante el desarrollo y la implementación del Nuevo Sistema Satelital Mexicano (MEXSAT), con el fin de cubrir las necesidades de Seguridad Nacional y Cobertura Social.
17 de diciembre de 2010: en la ciudad de Nueva York, Estados Unidos de América, el Gobierno Federal a través de la SCT firmó el contrato para la adquisición del Sistema MEXSAT con la empresa Boeing Satellite Systems International, Inc (Boeing).
28 de junio de 2011: Contrato celebrado con la empresa Arianespace S.A., para la adquisición de los “servicios de lanzamiento y puesta en órbita para el satélite MEXSAT-3 del Sistema Satelital Mexicano (MEXSAT)”, donde se estableció el periodo de lanzamiento del satélite Bicentenario, siendo éste del 1 de noviembre de 2012 al 31 de enero de 2013.
6 de febrero de 2012: contrato de prestación de servicios formalizado entre ILS International Launch Services, INC y la SCT, con el objeto de la adquisición de los servicios de lanzamiento y puesta en órbita del satélite MEXSAT 1, con opción para el satélite MEXSAT 2, del Sistema MEXSAT.
Abril de 2012: El Gobierno Federal define los nombres oficiales de los satélites del MEXSAT, siendo estos Bicentenario para el MEXSAT 3, Centenario para el MEXSAT 1 y Morelos 3 para el MEXSAT 2.

## Mexsat 1
El Mexsat 1 (Centenario), nombrado así como parte de los festejos del centenario del inicio de la Revolución Mexicana, el cual fue identificado originalmente sólo como el MexSat 1, fue diseñado como el principal satélite para el servicio móvil de la red MEXSAT, era un Boeing 702 HP, el cual estaba planeado para ser colocado en la órbita 113W, en el verano de 2015. Este satélite tenía una vida útil estimada de 15 años. El día 16 de mayo de 2015, apenas a 490 segundos después de su lanzamiento, un fallo en la tercera etapa del cohete portador Proton-M, provocó el reingreso a la Tierra del mismo, incluido el satélite MexSat 1, desde una altura de aproximadamente 170 kilómetros, desintegrándose al reingresar a la atmósfera cayendo los restos en Siberia.

## Mexsat 2
El Mexsat 2 (Morelos III), nombrado así como continuación de los primeros dos satélites mexicanos puestos en órbita y que fue identificado originalmente sólo como el MexSat 2, es el satélite secundario para el servicio móvil de la red MEXSAT. El satélite está basado en el bus Boeing 702 HP GeoMobile y fue lanzado el 2 de octubre de 2015 a las 10:28 UTC a bordo de un cohete Atlas V 421 AV-059 por United Launch Alliance y ocupa la posición 113.1W en órbita geoestacionaria

. Este satélite tendrá una vida útil estimada de 15 años.

## Mexsat 3
El Mexsat 3 o Mexsat Bicentenario, nombrado así como parte de los festejos del bicentenario del Grito de Independencia, el cual fue identificado originalmente sólo como el MexSat 3, es el primero de los satélites de la red MEXSAT en ponerse en órbita, programada su fecha de lanzamiento para el 19 de diciembre de 2012. Este satélite sirve de controlador de los otros dos satélites de la red. Es un satélite para servicio fijo de la plataforma STAR-2 y fue fabricado por la compañía Orbital Sciences Corporation. Ocupa la longitud 114.9 W, y fue puesto en órbita a bordo de un cohete Ariane 5 desde la base de Kourou, en Guayana Francesa.